# 497 a. C.
El año 497 a. C. fue un año del calendario romano prejuliano. En el Imperio romano se conocía como el Año del consulado de Atracino y Augurino (o menos frecuentemente, año 257 Ab urbe condita). 

## Acontecimientos
- Pitágoras huye de Crotona y busca refugio en la ciudad de Metaponto.
- Los persas sofocan la sublevación de la isla de Chipre.
- Es fundada la ciudad de Tianjin.
- El 17 de diciembre se inaugura el Templo de Saturno en Roma.

- Datos: Q237921